# Горкин, Хулиан
Хулиа́н Го́ркин (исп. Julián Gorkin, настоящее имя — Хулиа́н Го́мес Гарси́а (исп. Julián Gómez García), 1901, Бенифайро-де-лес-Вальс, Валенсия — 1987, Париж) — испанский революционер-коммунист, писатель, публицист и историк, редактор, троцкист. Один из руководителей Рабочей партии марксистского единства (POUM) во время гражданской войны в Испании.

## Биография
Псевдоним «Горкин» взят в честь советского писателя Максима Горького.
Сын неграмотного плотника республиканских убеждений, он с юности участвовал в левом движении. Будучи членом Коммунистической партии Испании (в 1921 году участвовал в создании организации компартии в Валенсии), симпатизировал Левой оппозиции. За это был в 1929 году исключён из Коминтерна, где он работал в испанском отделе Исполкома в Москве, а затем с французским коммунистическим движением.
Был сторонником единства антисталинистских коммунистических сил — троцкистской, бухаринской и левокоммунистической оппозиции. Эти идеи нашли своё практическое воплощение в объединении троцкистской «Коммунистической левой Испании» во главе с Андреу Нином и преимущественно бухаринского Рабоче-крестьянского блока во главе с Хоакином Маурином (сам Горкин состоял в Рабоче-крестьянском блоке, но идейно был близок к троцкизму). Образованная ими в 1935 году партия получила название Рабочей партии марксистского единства. Горкин стал международным секретарём и одним из ведущих публицистов партии.
Во время Гражданской войны перебрался в Барселону, где редактировал печатный орган POUM «La Batalla». После майских боев 1937 года в Барселоне, когда правительственные силы подавили анархистов и ПОУМовцев, Горкин был осуждён на инспирированном сталинистами «процессе ПОУМ» к 15 годам заключения, но сумел сбежать из тюрьмы накануне захвата города франкистскими силами в 1939 году. После поражения Испанской республики в войне перебрался в Париж.
В 1939—1940 годах занимал должность секретаря Лондонского бюро (Международное бюро революционного социалистического единства).
В 1940 году Горкин эмигрировал в Мексику, где стал частью влиятельной троцкистской и антисталинистской социалистической общины. Помог Виктору Сержу и его сыну Влади получить визы в Мексику, когда последним пришлось бежать от нацистского вторжения во Францию. Совместно с Виктором Сержем пытался разработать новую концепцию революционного социализма.
В 1948 году вернулся в Париж, где участвовал в «Социалистическом движении за Соединённые Штаты Европы» и антикоммунистическом «Конгрессе за свободу культуры». В 1970-х вступил в Испанскую социалистическую рабочую партию.
После смерти Франсиско Франко вернулся в Испанию.
Автор ряда трудов по истории рабочего и левого движения в Испании.
Именно Хулиан Горкин в 1948 году раскрыл для широкой общественности имя убийцы Льва Троцкого — Рамона Меркадера (ранее его знали как Фрэнка Джексона-Морнара).